# Mačkatica
Mačkatica (en serbe cyrillique : Мачкатица) est un village de Serbie situé dans la municipalité de Surdulica, district de Pčinja. Au recensement de 2011, il comptait 124 habitants.

## Démographie
| 1948  | 1953  | 1961  | 1971 | 1981 | 1991 | 2002 | 2011 |
| ----- | ----- | ----- | ---- | ---- | ---- | ---- | ---- |
| 1 496 | 1 468 | 1 206 | 995  | 886  | 508  | 259  | 124  |

|  |